# Bem cavalgar
Bem cavalgar o Livro da ensinança de bem cavalgar toda sela, ovvero "libro dell'insegnamento del cavalcare bene ogni sella", è un trattato scritto da Dom Duarte, Re del Portogallo (1391 – 1438). Re Duarte morì improvvisamente nel corso di una pestilenza, lasciando il suo libro incompiuto. Si tratta di uno dei più antichi trattati di equitazione, ed è rimasto finora quasi sconosciuto, poiché era scritto in portoghese antico senza alcuna traduzione in portoghese moderno.
I manoscritti di Bem Cavalgar e di Leal Conselheiro, l'altro libro di Dom Duarte, fanno parte della Biblioteca nazionale di Francia, Parigi.
Il libro è stato tradotto per la prima volta in inglese da Antonio Franco Preto e Luis Preto nel 2005 (vedi Bibliografia). Le sottostanti citazioni sono tradotte dal libro di Preto.
Il libro è suddiviso in tre parti; la parte terza (XVI raccomandazioni principali per i cavalieri esperti) è incompiuto, perché Re Duarte ha potuto scrivere solo sette delle quattordici parti previste.

## L'indice principale
Parte prima: Sulla volontà (cap. I - IV)
Parte seconda: Sulla potenza (cap. I-II)
Parte terza: XIV raccomandazioni principali per i cavalieri esperti
- Sezione 1: Sull'essere forti (cap. I - XXI)
- Sezione 2: Sull'essere coraggiosi (cap. I - X)
- Sezione 3: Sulla sicurezza (cap. I - VII)
- Sezione 4: Sulla calma (cap. I - III)
- Sezione 5: Sull'essere a proprio agio (cap. I - XVI)
- Sezione 6: Insegnamenti sull'uso dello sperone e sui loro vari tipi; su come controllare il cavallo usando talora una bacchetta di legno o un bastone (cap. I - II)
- Sezione 7: Alcune istruzioni sui pericoli e gli accidenti che possono avvenire montando e su come proteggersi da questi - con l'aiuto di Dio